# Hangwa
Hangwa (hangul: 한과; hanja: 韓菓) é um termo geral utilizado para a confeitaria coreana.  Hangwa são tipicamente consumidos em cerimônias tradicionais, como jerye (rito de celebração dos antigos reis) e casamentos. Atualmente, na Coreia do Sul, também pode-se encontrar facilmente hangwa em lojas de café e casas de chá.
Os ingredientes mais comumente usados na preparação de hangwa são farinha integral, frutas, raízes, ingredientes adoçicados como mel e yeot, e especiarias, tais como canela e gengibre.

## Nomes
Hangwa (hangul: 한과; hanja: 韓菓), significando "confeitos coreanos", é o nome dado exclusivamente aos doces tradicionais do país, em oposição a yanggwa (hangul: 양과; hanja: 洋菓), "confeitos ocidentais".
No passado, hangwa era chamado de jogwa (hangul: 조과; hanja: 造果), "frutas produzidas", ou de gwajeonglyu (hangul: 과정류; hanja: 果飣類), "substituto de frutas".

## História
A história de hangwa data da época dos três reinos (57 A.C. ‒ 668 D.C.), quando diversos tipos de doces eram consumidos pela família real coreana, de acordo com o Samguk Yusa, livro clássico coreano escrito no século XIII.
No período das duas dinastias budistas, Silla (698-926) e Goryeo (936-1392), o consumo de doces aumentou drasticamente, já que a crença dietária budista proibia o consumo de carne. Os confeitos, então, eram consumidos em festas nacionais, ritos, cerimônias e banquetes, especialmente durante o governo da dinastia Goryeo.
O consumo cada vez maior de doces que utilizavam grandes quantidades de óleo, grãos e mel em sua preparação levaram a diversas regulações sobre a produção e consumo ao longo da história da Coreia. Em 1117, o rei Sukjong restringiu o consumo de confeitos de grão fritos; em 1353, o rei Gongmin sancionou uma proibição total sobre os doces.
As restrições continuaram no período Joseon (1392-1897), de acordo com a "Coleção completa dos Códigos Nacionais Coreanos" (Daejeon hoetong), que registrou que a produção e consumo dos doces fritos eram exclusivos para ritos, casamentos e brindes para a longevidade. Cidadãos comuns, quando flagrados comendo-os em outras ocasiões, sofriam multas e/ou castigos corporais.

## Tipos dehangwa
Hangwa podem ser classificados em oito categorias principais: dasik (comida de chá), gwapyeon (geléia de frutas), jeonggwa (espécie de charque de fruta), suksil-gwa (fruta cozida), yeot-gangjeong (barras de grãos), yugwa (doce de arroz glutinoso), yumil-gwa (doce de farinha de trigo), e balas.
- Balas – balas tradicionais coreanas podem ser consumidas naturalmente, ou usadas como ingredientes para adocicar outros tipos de hangwa. Dang (hangul: 당; hanja: 糖; "doce") ou Dangryu (hangul: 당류; hanja: 糖類; "classe de doces") se refere a confeitos duros e doces; podem ser feitos de açúcar cristalizado, ou amido sacarificado.Yeot é um doce tradicional, que pode ser líquido ou sólido , como xarope, caramelo ou bala. Ele é feito a partir de grãos como arroz, arroz glutinoso, sorgo glutinoso e milho, ou batata-doce, sacarificando-os usando malte de cevada.
- Dasik –  literalmente "comida de chá", é um doce de proporções reduzidas que geralmente acompanha o chá. Ele é feito a partir de farinha com mel, pressionada em um molde decorativo. Ingredientes típicos incluem farinha de arroz, gergelim, castanha japonesa e soja.[10]
- Gwapyeon – é uma sobremesa próxima da gelatina, geralmente feita no verão. Ela pode ser feita com uma variedade de frutas azedas, como cerejas e damascos.[11]
- Jeonggwa – é um tipo de doce crocante e mastigável, feito de frutas cristalizadas, raízes e sementes comestíveis. São tipicamente utilizados yuja, marmelo, damasco, raízes de lótus, rabanete coreano, cenoura, ginseng, raiz de campainha-chinesa, gengibre, raiz de bardana, broto de bambu e abóbora d'água.[12]
- Suksil-gwa  – literalmente "frutas cozidas", consiste em uma mistura de frutas cozidas com raízes ou sementes e adoçado com mel. Geralmente se usa castanha, jujuba, e gengibre. O suksil-gwa é semelhante e às vezes considerado como jeonggwa, mas tem características únicas que o diferenciam de jeonggwa, como o uso de frutas cozidas em vez de cristalizadas.[12][13]
- Yeot-gangjeong – feito a partir de sementes torradas, nozes, feijões e grãos, misturados com xarope de arroz e posteriormente cortado no formato desejado. Podem ser usados pinhões, nozes, amendoim, gergelim e arroz.[12]
- Yugwa – é um tipo de bolinho frito feito a partir de massa de farinha de arroz glutinoso.[12]
- Yumil-gwa  – são bolinhos fritos feitos com massa de farinha de trigo. Podem ser classificados em mandu-gwa (bolinhos), maejap-gwa (fitas) ou yakgwa (flores), de acordo com os métodos de produção e formato.[12]